# Peter Parler
Peter Parler (in latino Petrus de Gemunden, in ceco Petr Parléř; Schwäbisch Gmünd, 1330? – Praga, 13 luglio 1399) è stato un architetto tedesco, noto soprattutto per la costruzione della Cattedrale di San Vito e del Ponte Carlo a Praga, dove visse a partire dal 1356 circa.

## Biografia
I membri della famiglia Parler lavorarono in grandi opere di costruzione in tutta Europa.

Suo padre, il capomastro Heinrich Parler, si trasferì da Colonia a Schwäbisch Gmünd, per condurre i lavori di rifacimento della chiesa parrocchiale della Santa Croce.

Cattedrale di San Vito, Praga.

Peter Parler divenne il maestro muratore della Cattedrale di San Vito di Praga nel 1352, dopo la morte del suo architetto originale, Matthias di Arras.
Inoltre è stato il progettista principale della Città Nuova di Praga e ha costruito il Ponte Carlo e le sue torri.

Nel Palazzo Reale del Castello di Praga, Parler costruì la Cappella di Ognissanti, che però dopo l'incendio del 1541 fu ristrutturata in stile barocco.
È l'architetto della Frauenkirche, costruita nella piazza del mercato di Norimberga, in sostituzione alla sinagoga demolita nel massacro del 1349 a seguito della peste.
Tra 1360 ed il 1378 Parler costruì il presbiterio della chiesa di San Bartolomeo in Kolín.
Morì a Praga nel 1399, e fu sepolto nella cattedrale di San Vito. 
La sua opera fu continuata dai suoi figli Wenzel e Johann.
L'asteroide 6550 Parléř, scoperto nel 1988 da Antonín Mrkos, è stato così nominato in suo onore.

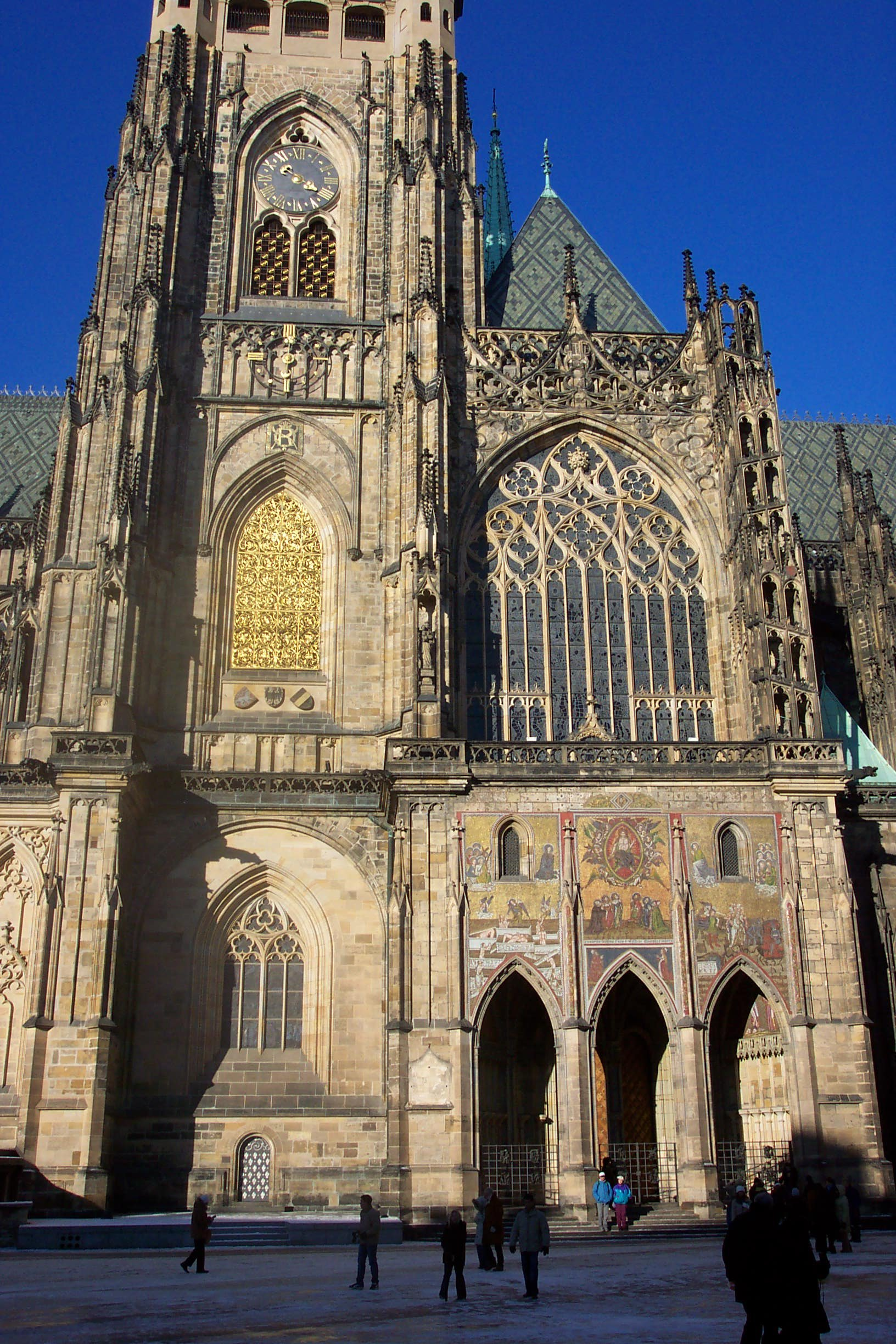
Cattedrale di San Vito al Castello di Praga, portale Sud.
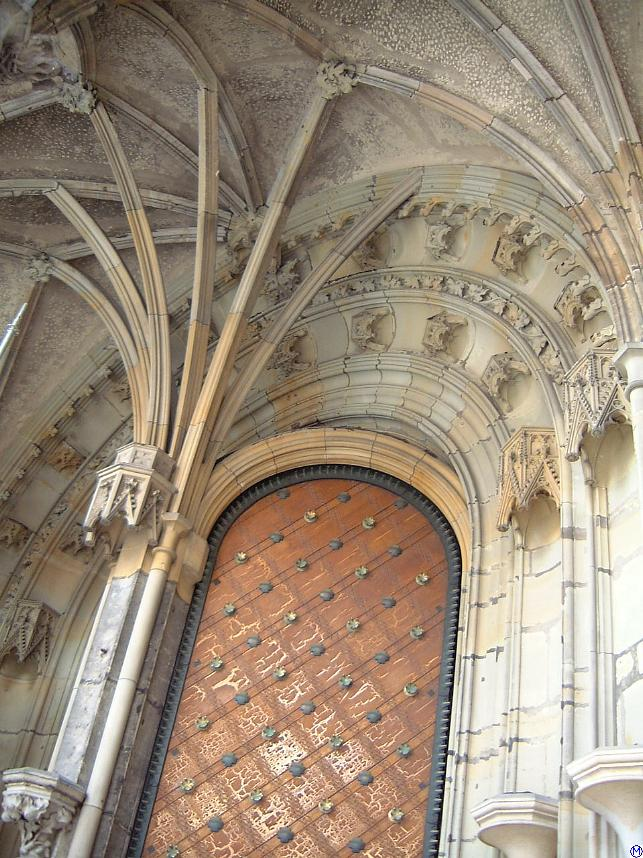
Trafori nella volta della cattedrale di San Vito al Castello di Praga.
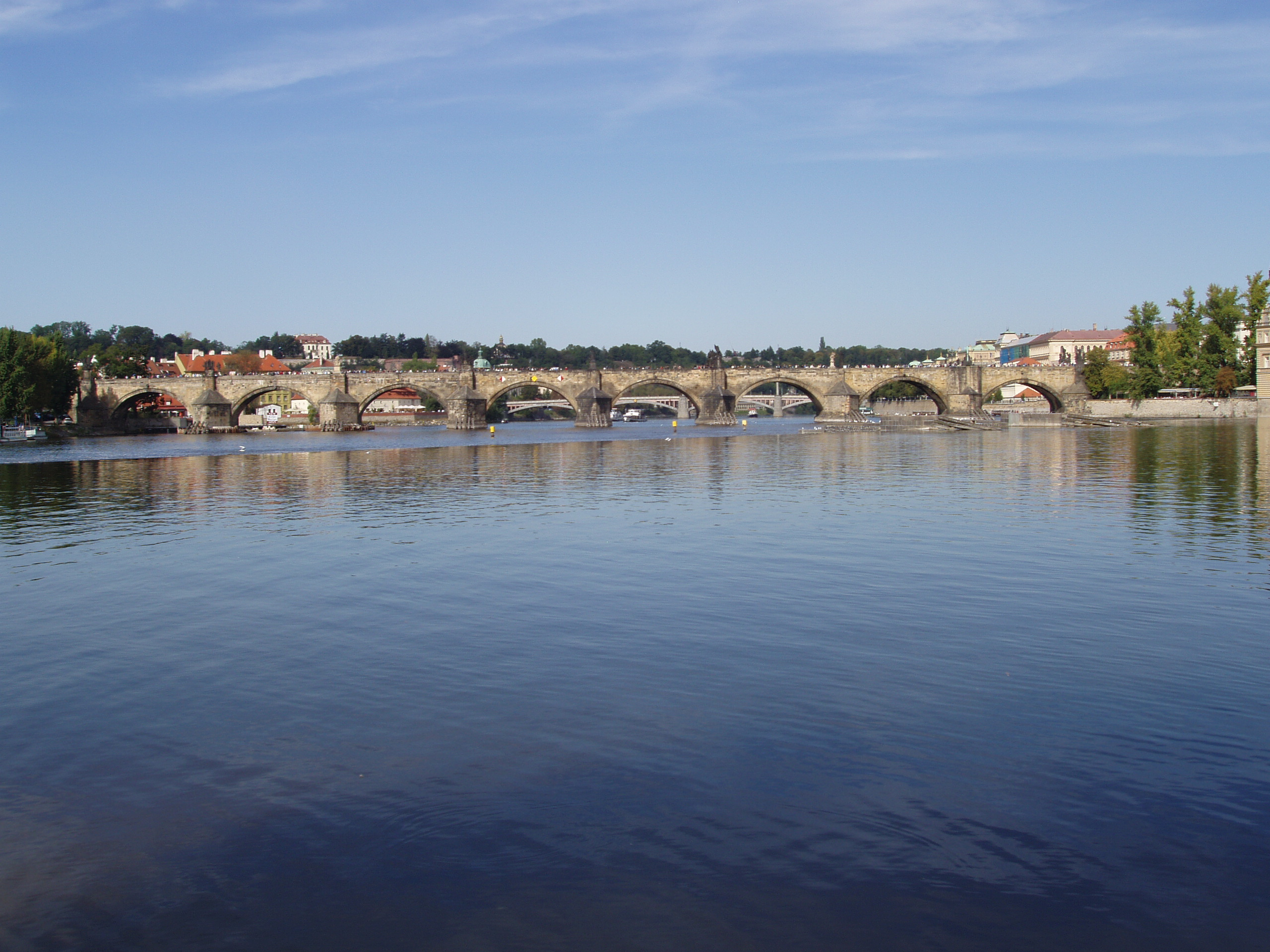
Il celebre Ponte Carlo.
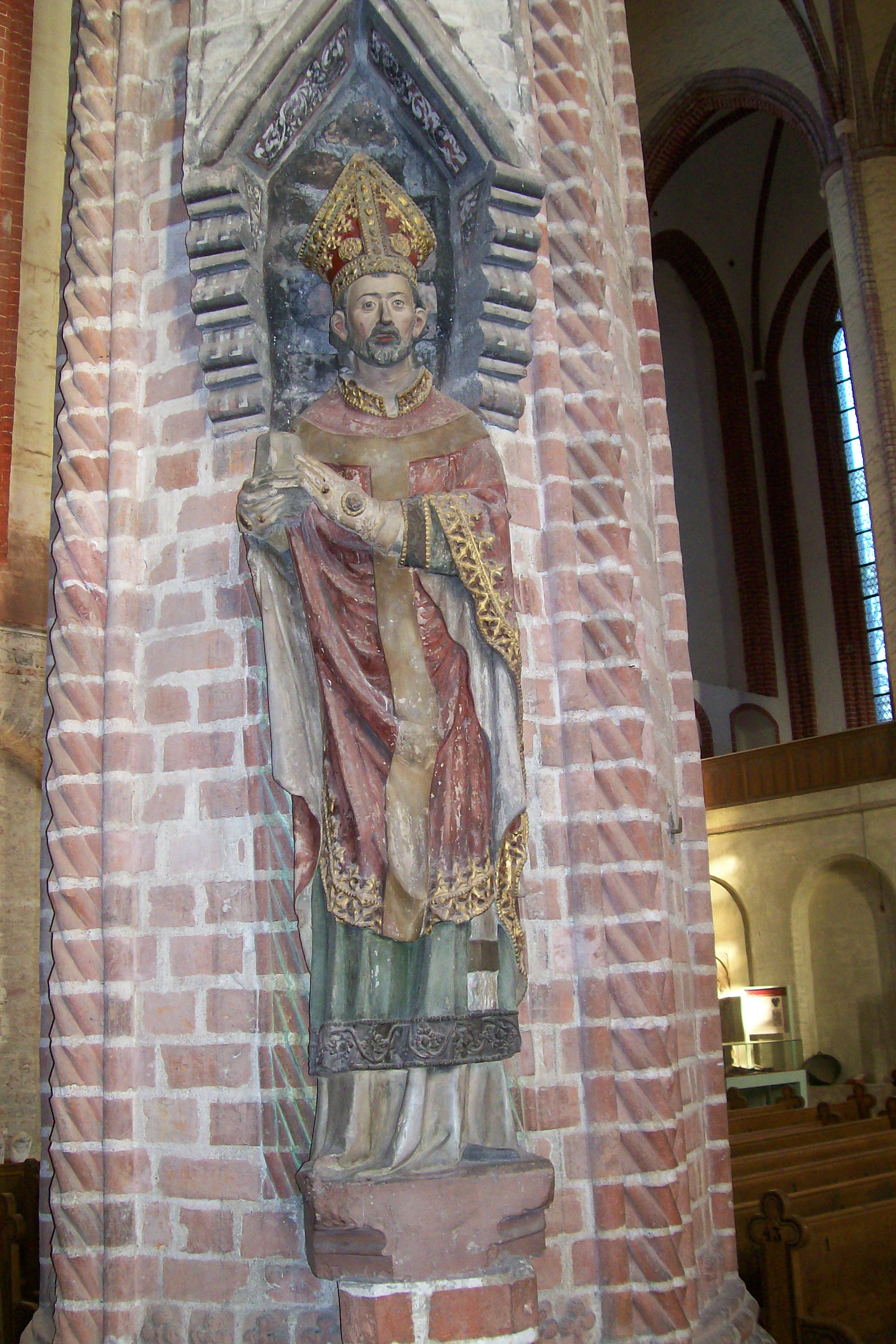
Vescovo Johann Wöpelitz, statua nella Wunderblutkirche (Chiesa del Santo Sangue) a Bad Wilsnack.